# Trampoline aux Jeux olympiques d'été de 2012
Pour des articles plus généraux, voir Trampoline aux Jeux olympiques et Jeux olympiques d'été de 2012.
Navigation
Pékin 2008 Rio de Janeiro 2016
Les compétitions de trampoline des Jeux olympiques d'été de 2012 organisés à  Londres (Royaume-Uni) se sont déroulées à la North Greenwich Arena les 3 et 4 août 2012.

## Qualifications
La qualification sera basée sur les résultats obtenus par les gymnastes  sur deux compétitions :
- les championnats du monde de trampoline 2011 à Birmingham (Angleterre) du 17 au 20 novembre 2011
- les épreuves pré-olympiques qui ont lieu du 10 au 18 janvier 2012 à la North Greenwich Arena de Londres.

## Programme
| Q | Qualifications | F | Finales |

|                 | 3 août | 3 août | 4 août | 4 août |
| --------------- | ------ | ------ | ------ | ------ |
| concours homme  | Q      | F      |        |        |
| concours femmes |        |        | Q      | F      |

## Podiums
| Épreuves                                | Or                  | Argent         | Bronze      |
| --------------------------------------- | ------------------- | -------------- | ----------- |
| Hommes                                  |                     |                |             |
| Concours individuel résultats détaillés | Dong Dong           | Dmitry Ushakov | Lu Chunlong |
| Femmes                                  |                     |                |             |
| Concours individuel résultats détaillés | Rosannagh MacLennan | Huang Shanshan | He Wenna    |

## Tableau des médailles
| Rang  | Nation | Or | Argent | Bronze | Total |
| ----- | ------ | -- | ------ | ------ | ----- |
| 1     | Chine  | 1  | 1      | 2      | 4     |
| 2     | Canada | 1  | 0      | 0      | 1     |
| 3     | Russie | 0  | 1      | 0      | 1     |
| Total | Total  | 2  | 2      | 2      | 6     |